# Nhà thờ Thánh giá ở Banská Bystrica
Nhà thờ Thánh giá ở Banská Bystrica (tiếng Slovakia: Kostol svätého Kríža v Banská Bystrica), hay còn được gọi là Nhà thờ Slovak (Slovenský kostel), là nhà thờ Công giáo La Mã ở trên quảng trường Štefan Moyzes tại trung tâm thành phố Banská Bystrica, vùng Banská Bystrica, Slovakia. Vào ngày 18 tháng 5 năm 1955, nhà thờ được ghi danh vào Danh sách Di tích Trung ương.

## Lịch sử
Nhà thờ Thánh giá ở Banská Bystrica được xây dựng trên các công sự phía bắc của lâu đài thị trấn vào năm 1492. Từ năm 1782, nhà thờ có thêm một lối vào từ phía nam. Bên trong nhà thờ có một phòng rửa tội cuối thời Phục hưng từ năm 1652. Trên bức tường phía bắc của nhà thờ có những bức bích họa về các chủ đề như: Chúa Giêsu hiển dung trên núi Tabor, Phán xét cuối cùng và Sự kiện Chúa Thánh Thần hiện xuống với các Tông đồ. Bàn thờ chính của nhà thờ được thiết kế theo trường phái Cổ điển và có một tác phẩm điêu khắc khắc họa hình ảnh Chúa Giêsu bị đóng đinh cùng Đức Mẹ Đồng trinh Maria và Thánh Mary Magdalene do nhà điêu khắc Vavrinec Dunajský thực hiện vào năm 1834.